# Batalha da Igreja de Ezra

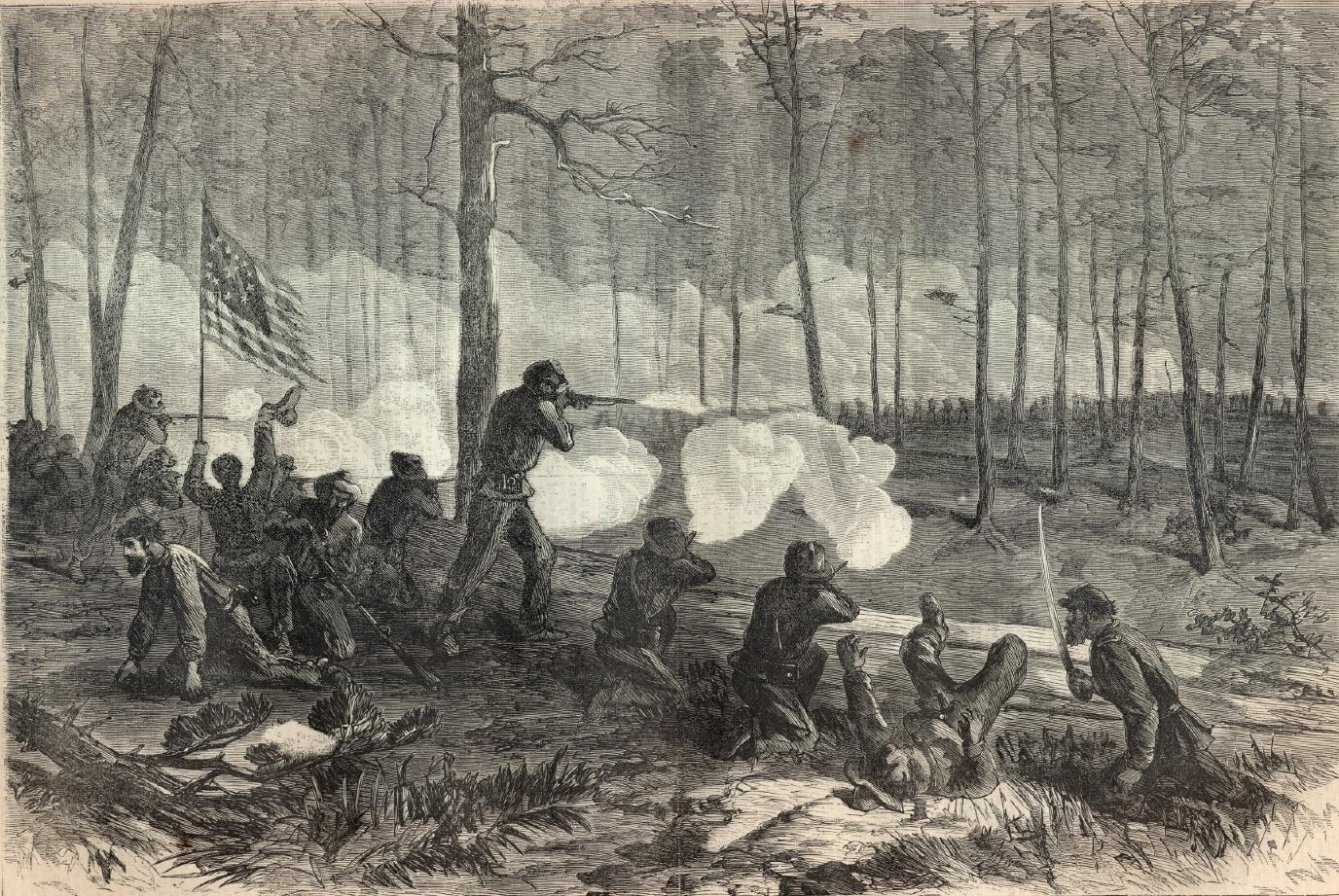
Gravura da batalha por Theodore R. Davis para Harper's Weekly

A Batalha da Igreja de Ezra, também conhecida como a Batalha da Capela de Ezra e a Batalha da Casa dos Pobres (28 de julho de 1864) viu as forças do Exército da União sob o comando do Major General William T. Sherman lutarem contra as tropas do Exército dos Estados Confederados lideradas pelo Tenente General John B. Hood no Condado de Fulton, Geórgia, durante a campanha de Atlanta na Guerra Civil Americana. Sherman enviou o Exército da União do Tennessee, de Oliver Otis Howard, circulando pelo lado oeste de Atlanta com o objetivo de cortar a estrada de ferro Macon e Western.. Hood rebateu o movimento enviando dois corpos comandados por Stephen D. Lee e Alexander P. Stewart para bloquear o movimento. Antes que as tropas de Howard chegassem à ferrovia, os confederados lançaram vários ataques contra eles, que foram repelidos com pesadas perdas. Apesar da derrota tática, os confederados impediram que seus inimigos bloqueassem a ferrovia.
De maio a julho de 1864, as forças da União numericamente superiores de Sherman pressionaram seus oponentes confederados para os arredores de Atlanta. Insatisfeito com Joseph E. Johnston, o comandante do Exército do Tennessee, o presidente confederado Jefferson Davis o substituiu por Hood. O novo comandante prontamente montou dois grandes ataques aos exércitos de Sherman na Batalha de Peachtree Creek em 20 de julho e na Batalha de Atlanta em 22 de julho. Ambos os ataques falharam com pesadas perdas em ambos os lados. Depois de Ezra Church, Sherman persistiu em seu plano de cortar as ferrovias que levavam a Atlanta no mês seguinte. O exército de Hood frustrou todos os esforços da União até que a última linha ferroviária foi cortada com sucesso em 31 de agosto durante a Batalha de Jonesborough.

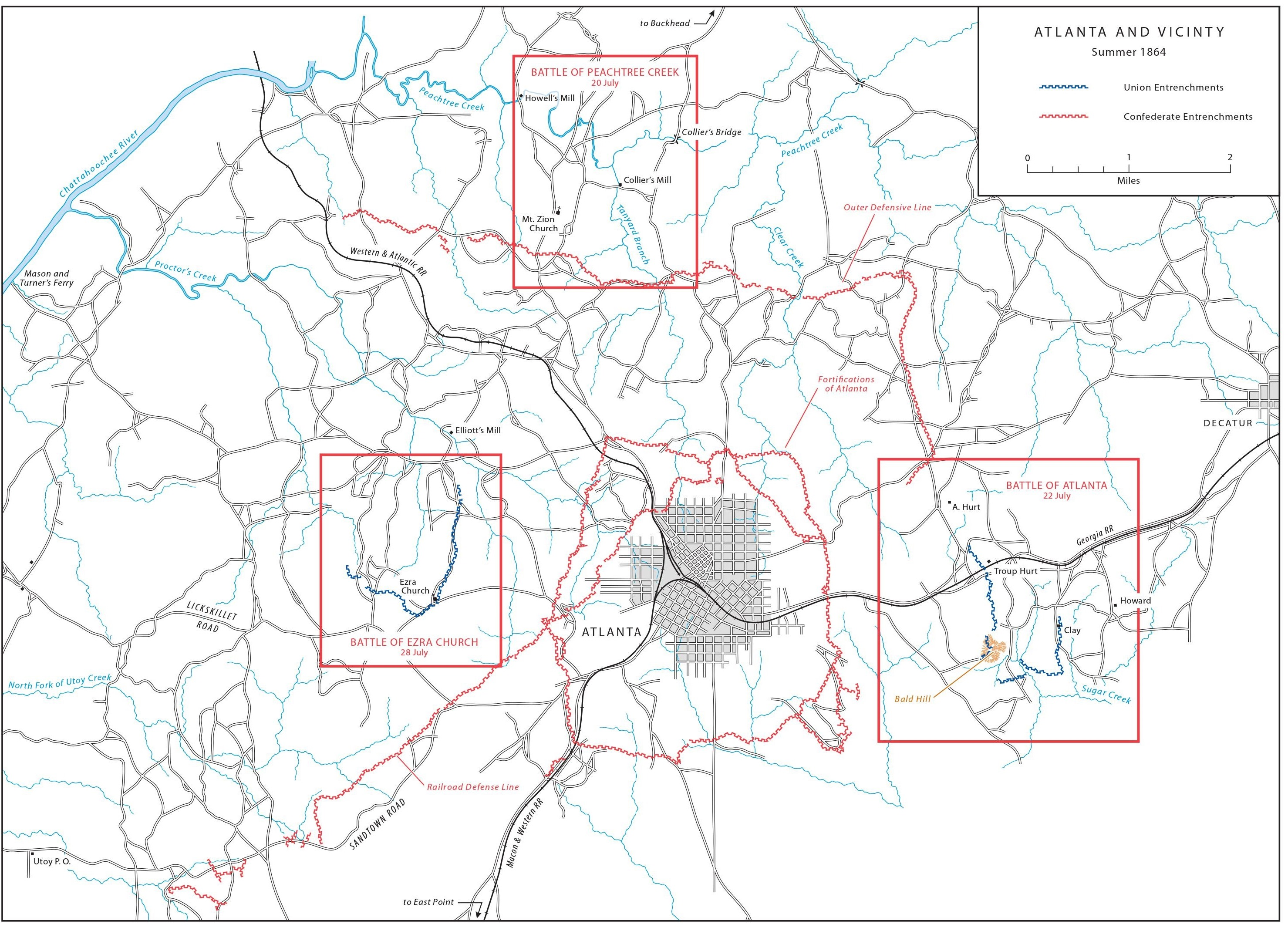
CAMPANHA DE ATLANTA: Atlanta e arredores (verão de 1864).

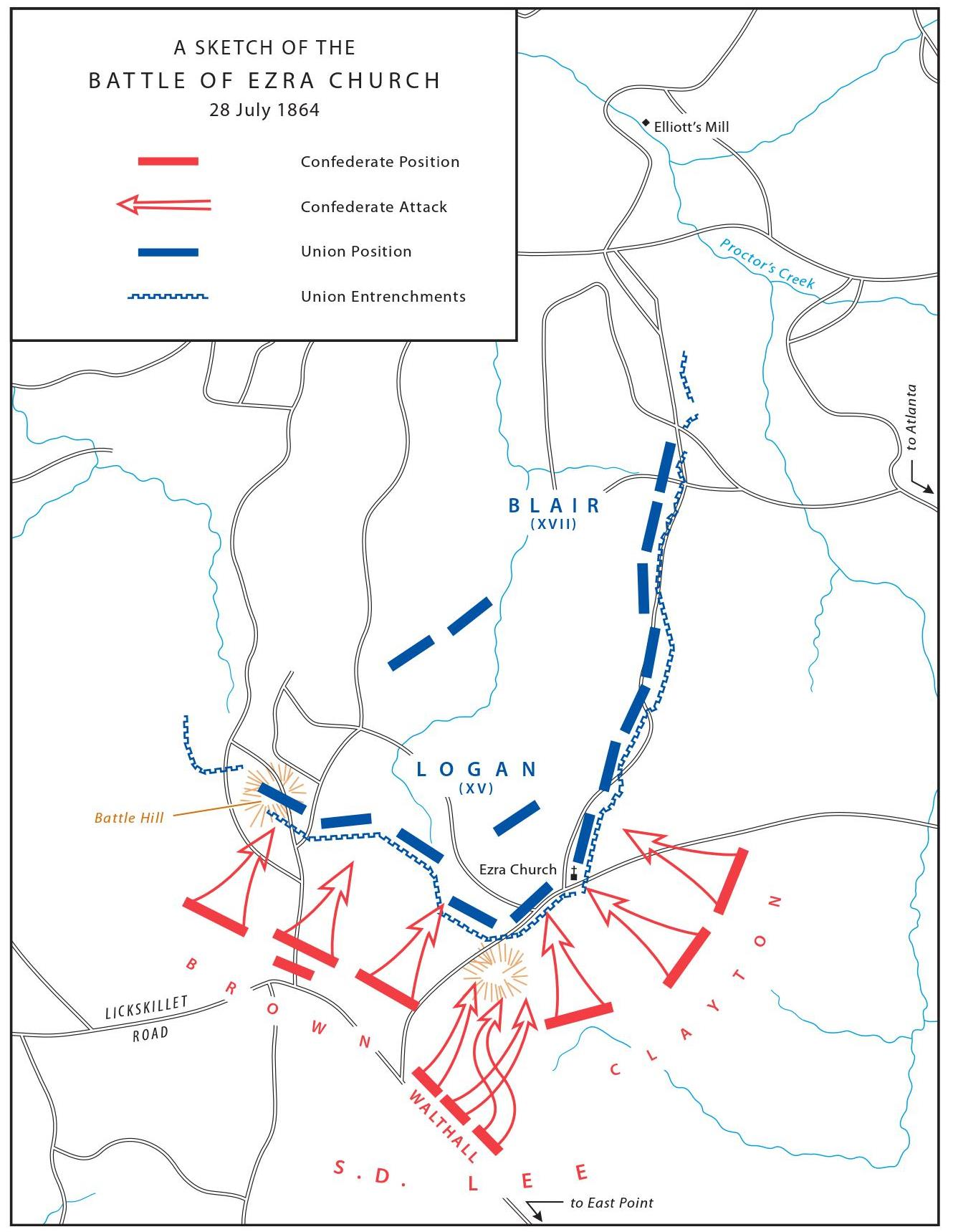
Um esboço da Igreja da Batalha de Ezra, 28 de julho de 1864.

## Antecedentes
A Igreja da Batalha de Ezra fez parte de uma série de batalhas na campanha de Atlanta, cujo principal objetivo era destruir as capacidades da cidade de Atlanta, um importante centro de manufatura, abastecimento e medicina para o sul durante a guerra. A Batalha de Peachtree Creektinha acabado de acontecer, forçando o General Hood a se retirar em derrota para as defesas finais atrás de Atlanta em 21 de julho de 1864. Sherman acreditava que Hood estava evacuando a cidade e enviou McPherson para o sudeste em direção a Decatur. Hood enviou o corpo de Hardee para encontrar McPherson e atacar em 22 de julho. O general Oliver Howard assumiu o comando do Exército do Tennessee depois que McPherson foi morto em batalha. O movimento subsequente de Sherman de volta para o oeste foi quando a batalha de Ezra Church ocorreu em 28 de julho. Isso foi parte do esforço maior de Sherman para cortar e destruir todas as linhas ferroviárias. Em 24 de julho, a linha Macon & Western era a única que levava a Atlanta para ser destruída.

## Batalha da Igreja da Ezra
O exército de Sherman se estendia em um U invertido ao redor das defesas do norte de Atlanta. Os movimentos de Sherman foram determinados pelo plano de cortar as linhas de abastecimento da ferrovia de Macon, na Geórgia, para Atlanta, forçando assim o exército de defesa a se retirar sem um ataque direto. Para atingir esse objetivo, Sherman comandou seu exército mais a leste, sob o comando do major-general Oliver O. Howard, norte e oeste ao redor do resto das linhas da União até o extremo oeste de Atlanta, onde a ferrovia entrava na cidade.
Hood, antecipando a manobra de Sherman, moveu suas tropas para se opor ao exército da União. Hood planejou interceptá-los e pegá-los de surpresa. Embora as tropas confederadas de Hood estivessem em menor número do que o exército principal da União, ele calculou que um ataque surpresa contra uma parte isolada do inimigo poderia ter sucesso.
Os exércitos se encontraram na tarde de 28 de julho em uma capela chamada Igreja de Esdras. Infelizmente para Hood, Howard não ficou surpreso e já havia chegado à estrada na igreja de Ezra e cavado por volta das 11h daquele dia. Howard previu tal manobra com base em seu conhecimento de Hood desde o tempo que passaram juntos em West Point antes da guerra. Suas tropas já estavam esperando em suas trincheiras quando Hood os alcançou. O exército confederado também não havia feito reconhecimento suficiente, subestimou o número de tropas da União já presentes e fez um ataque descoordenado, recuando diante do parapeito improvisado de toras e trilhos do exército da União. Os rebeldes foram derrotados, embora tenham conseguido impedir que Howard chegasse à linha férrea. Ao todo, cerca de 3 642 homens foram vítimas; 3 000 do lado confederado e 642 do lado da União. Entre os feridos estava o general Alexander P. Stewart, que liderou um corpo sob o comando de Hood.
Outro participante notável foi Ernst R. Torgler, um sargento de 24 anos da 37ª Infantaria de Ohio, que mais tarde foi premiado com a Medalha de Honra por sua ação durante a batalha. Torgler salvou a vida de seu comandante, Major Charles Hipp. Sua citação diz (em parte): "Com grande risco de vida, ele salvou seu comandante, então gravemente ferido, da captura".